# Piranguçu
Piranguçu is een gemeente in de Braziliaanse deelstaat Minas Gerais. De gemeente telt 5.514 inwoners (schatting 2017).

## Aangrenzende gemeenten
De gemeente grenst aan Brasópolis, Itajubá, Piranguinho, Wenceslau Braz, Campos do Jordão (SP) en São Bento do Sapucaí (SP).